# Бонцешти (Арад)
Бонцешти (рум. Bonțești) насеље је у Румунији у округу Арад у општини Гурахонц. Oпштина се налази на надморској висини од 169 m.

## Становништво
Према подацима из 2002. године у насељу је живело 673 становника, од којих су сви румунске националности.